# Rompetrol București
Rompetrol București a fost o echipă de baschet din România, care a evoluat în Divizia A și își desfășura meciurile de acasă în Sala Lucian Grigorescu din București.
Printre jucătorii ce s-au perindat la Rompetrol se află Uchechukwu Iheadindu, Paul Helcioiu, Silviu Lupusavei, Ionuț Bâscoveanu, Nicolae Toader, Eugen Ilie, Dan Dacian.